# Adnan Yurdaer
Adnan Nuri Yurdaer (ur. 7 sierpnia 1908, zm. 16 kwietnia 1982) – turecki zapaśnik walczący w stylu klasycznym. Olimpijczyk z Berlina 1936, gdzie zajął dwunaste miejsce w wadze średniej.

## Letnie Igrzyska Olimpijskie 1936
| Konkurencja          | Rundy eliminacyjne    | Rundy eliminacyjne     | Klas. końcowa |
| Konkurencja          | Przeciwnik I          | Przeciwnik II          | Miejsce       |
| -------------------- | --------------------- | ---------------------- | ------------- |
| 79 kg styl klasyczny | Ibrahim Urabi (EGY) P | Ivar Johansson (SWE) P | 12.           |